# Stlengis osensis
Stlengis osensis är en fiskart som beskrevs av Jordan och Starks, 1904. Stlengis osensis ingår i släktet Stlengis och familjen simpor. Inga underarter finns listade i Catalogue of Life.